# Laneshaw Bridge
Laneshaw Bridge is een civil parish in het bestuurlijke gebied Pendle, in het Engelse graafschap Lancashire met 918 inwoners.